# 丁恩元
丁恩元（1919年5月17日—？），安徽合肥人，中华民国军事将领。

## 生平
陸軍官校第13期步科，圓山軍官訓練團第10期，陸軍指揮參謀大學正規班第1期畢業。1960年8月，担任第四十六师副师长。1964年，担任第六十九师师长、第三军军长，后兼金門防衛司令部少將副司令官，陸軍第一軍團司令部少將增設副司令，陸軍供應司令部中將司令，陸軍後勤司令部中將司令。1978年至1980年3月，担任國防部部本部中將、常務次長。